# Mârșa (okręg Giurgiu)
Mârșa – wieś w Rumunii, w okręgu Giurgiu, w gminie Mârșa. W 2011 roku liczyła 2742 mieszkańców.